# Showstopper
Showstopper är Langhorns fjärde studioalbum, utgivet 2024 på Bad Taste Records.

## Låtlista
1. "Showstopper"
2. "Dr Münster, I Presume?"
3. "In An Oriental Mood"
4. "The Snoozer" (Erik Wesser)
5. "Project Grudge"
6. "Bad Karma"
7. "Stoked"
8. "Stagger"
9. "The Sweet Farewell"  (Erik Wesser)
10. "The Standoff"
11. "The Hog"
12. "White Widow"

Alla låtar skrivna av Michael Sellers om inget annat anges.